# Karolina Protsenko

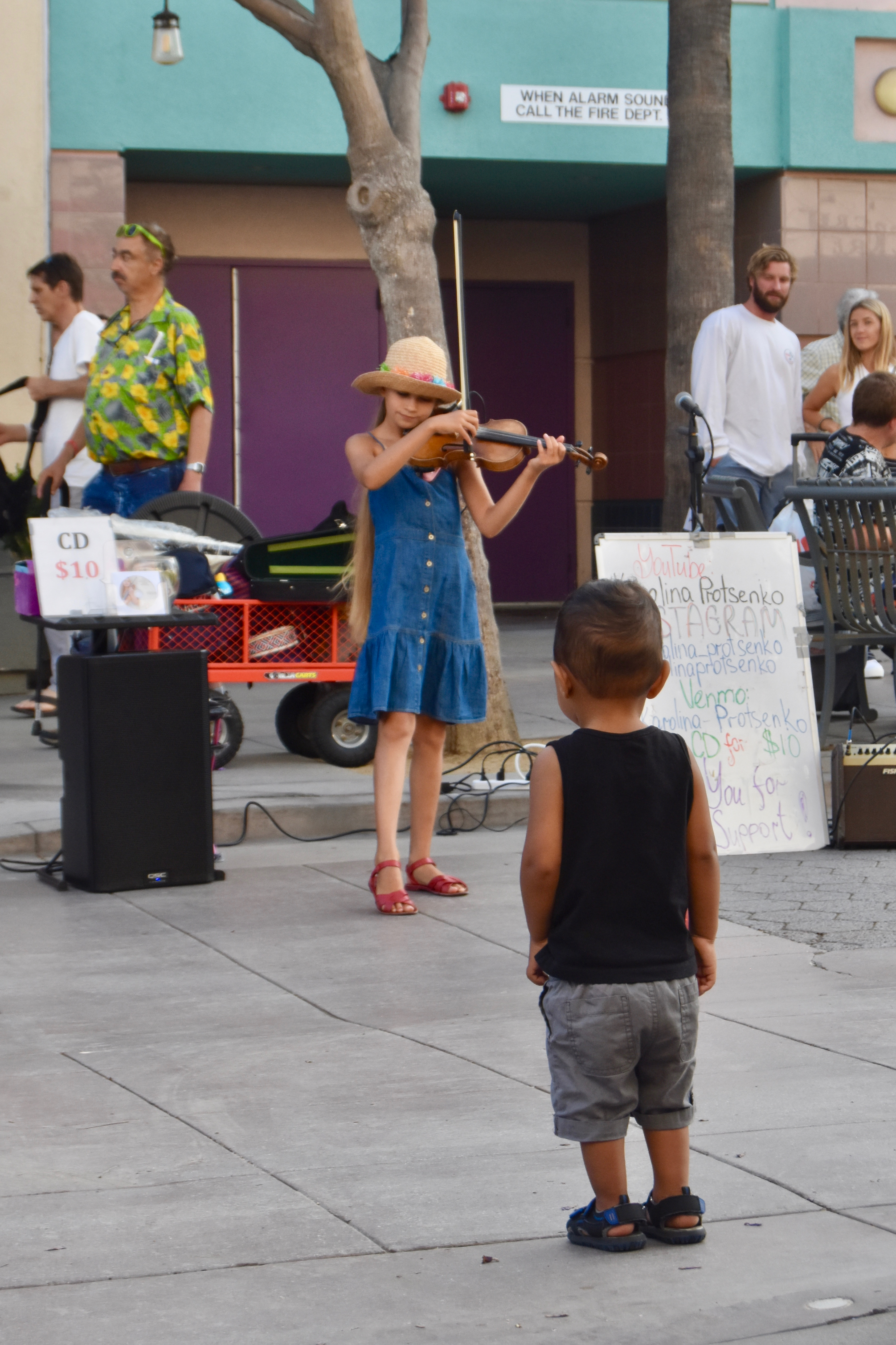
Karolina Protsenko (2018)

Karolina Protsenko (ukrainisch Кароліна Проценко; * 3. Oktober 2008 in Kiew, Ukraine) ist eine ukrainisch-amerikanische Violinistin.

## Leben
Karolina Protsenko kam in der ukrainischen Hauptstadt Kiew zur Welt und zog mit ihrer Familie 2014 nach Simi Valley in Kalifornien. Dort nahm sie Geigenunterricht und wurde später auf der Colburn School in Los Angeles weiter ausgebildet. Ab Mitte 2017 trat sie als Straßenkünstlerin auf der Third Street Promenade in Santa Monica auf. Durch das Einstellen der Auftritte auf ihren YouTube-Kanälen, Facebook und Instagram wurde sie in kurzer Zeit weltbekannt: Die Zahl ihrer Follower wuchs in zwei Jahren in über 50 Ländern auf mehrere Millionen, sodass ihre Videos über 1,5 Milliarden Mal abgerufen wurden.
Daneben trat sie in jungen Jahren auch bei Wohltätigkeitsveranstaltungen z. B. im California Club in Los Angeles und 2018 bei der Gala von Operation Walk auf sowie 2019 beim Kunst- und Musikfestival Faerieworlds in Oregon. Des Weiteren war sie in der Ellen-Show zu Gast.
Ende 2023 debütierte Protsenko fünfzehnjährig im Orchestra Nova LA, als Solistin des klassischen Violinkonzerts von Mendelssohn und dem Musikstück Cinema Paradiso von Ennio Morricone.
Protsenko gab am 14. Juli 2025 bekannt, dass sie ihre Karriere unter dem Künstlernamen Karolina Rose fortsetzen wird. Am 15. August 2025 erschien ihre Debüt-Single Advice.